# Augustin Feyen-Perrin

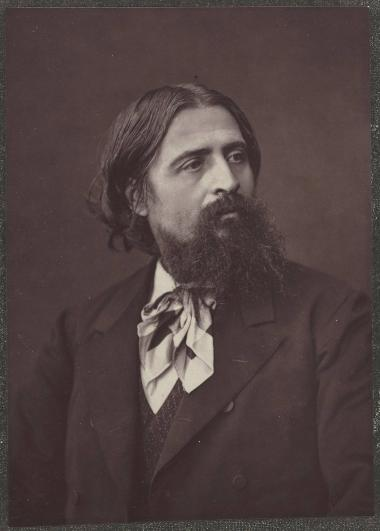

Francois Nicolas Augustin Feyen-Perrin, född 12 april 1826, död 14 oktober 1888, var en fransk målare och grafiker.
Feyen-Perrin skildrade i sin konst företrädesvis bretonska bönder, fiskare och sjömän i en idealiserande och betydligt verklighetsfrämmande stil. Feyen-Perrins tidiga historiemålningar utmärker sig för större djärvhet i motivet än i utförandet.